# Hesten i vesten
Hesten i vesten er en dansk kortfilm fra 1985, der er instrueret af Lone Scherfig og Steen Haakon Hansen.

## Handling
Drømmen om frihed og venskab symboliseret gennem et møde mellem en butler og en slags lejemorder.